# Royal College of Physicians of Ireland
Das Royal College of Physicians of Ireland (RCPI, irisch Coláiste Ríoga Lianna na hÉireann) in Dublin sind ein Institut der irischen Ärzteschaft, das wie ihre Royal College Schwesterinstitute in Großbritannien (Royal College of Physicians, Royal College of Physicians of Edinburgh, Royal College of Physicians and Surgeons of Glasgow) insbesondere der Weiterbildung dient. Sie vergeben wie diese nach Prüfungen ein Mitgliedschafts-Diplom (MRCPI), auch in verschiedenen Ländern im Ausland (Malaysia, Oman, Indien, Bahrein, Saudi-Arabien). Von der Mitgliedschaft ist die Wahl zur Fellowship zu unterscheiden.

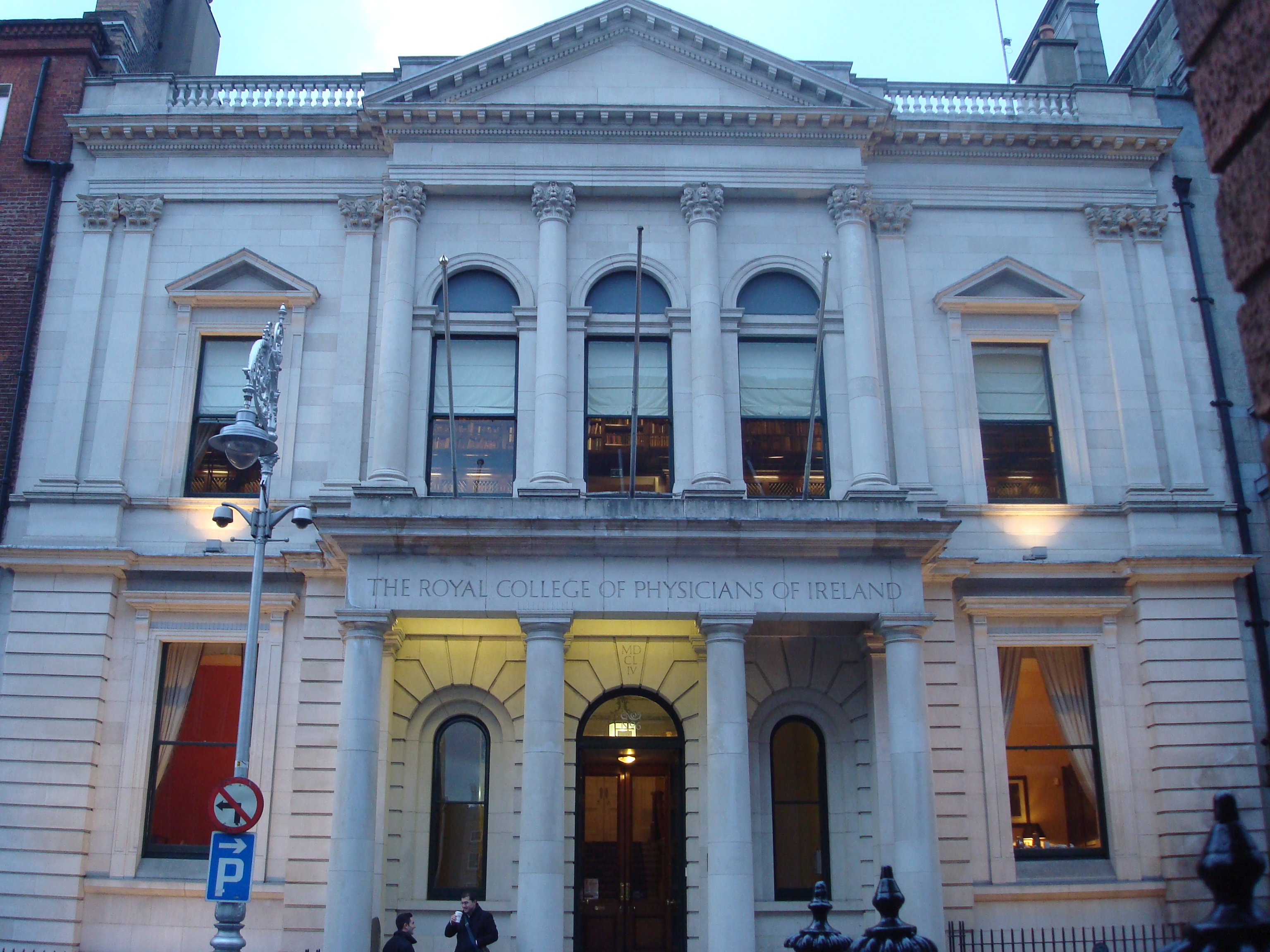
Hauptsitz in der Kildare Street

Es wurde 1654 gegründet und erhielt 1667 von König Karl II. königliche Weihen und nochmals 1692 eine Bestätigung durch William III. und Queen Mary, weshalb es bis 1890 King´s and Queen´s College of Physicians in Ireland hieß. Gründer war der Regius Professor am Trinity College (Dublin) John Stearne und ein Hauptziel war die Regulierung des Ärztestandes und dessen Ausbildung in Irland. Sitz ist ein 1864 fertiggestelltes klassizistisches Gebäude in der Kildare Street in Dublin.
In Irland gibt es noch das Royal College of Surgeons in Ireland, das auch eine universitäre medizinische Ausbildung anbietet.